# 31438 Yasuhitohayashi
31438 Yasuhitohayashi este un asteroid din centura principală de asteroizi.

## Descriere
31438 Yasuhitohayashi este un asteroid din centura principală de asteroizi. A fost descoperit pe 16 ianuarie 1999 la Socorro, New Mexico, în cadrul proiectului LINEAR. Asteroidul prezintă o orbită caracterizată de o semiaxă mare de 2,35 ua, o excentricitate de 0,18 și o înclinație de 3,1° în raport cu ecliptica.